# John W. Garrett
John Work Garrett (31. juli 1820 – 26. september 1884) var en amerikansk bankmand, filantrop og præsident for Baltimore and Ohio Railroad (B&O).
I 1855 blev han udpeget til bestyrelsen for Baltimore and Ohio Railroad, og i 1858 blev han selskabets bestyrelsesformand (præsident), en post, han beholdt til det år, han døde. Hans formandstid var kendetegnet ved hans støtte til Unionens sag under den amerikanske borgerkrig, udvidelsen af jernbanen, så den nåede til Chicago og hans kampe med Pennsylvania Railroad om adgang til New York. Mange steder er opkaldt efter herunder:
- Garrett, Indiana
- Garrett County, Maryland
- Garrett Park, Maryland
- Garrett, Pennsylvania

## Tidlige liv
Efter at have gået på Lafayette College uden at få eksamen, begyndte Garret at arbejde som kontorist i sin fars firma – Robert Garrett and Company – da han var 19 år gammel. Firmaets flåde af Conestoga-vogne transporterede fødevarer og forsyninger vestpå over Cumberland Trail. Senere udvidedes firmaet til jernbaner, skibsfart og bankvirksomhed.
Garret begyndte at købe aktier i B&O under en vanskelig periode, da jernbanen kæmpede med færdiggørelsen af Chesapeake and Ohio Canal og interne konflikter, som skyldtes, at firmaet var delvis privat og delvis offentlig ejet. Af de 30 medlemmer i bestyrelsen var de 18 udpeget af staten Maryland og byen Baltimore. Den 17. november 1858, efter forslag fra bestyrelsesmedlem og aktionær Johns Hopkins, blev Garrett valgt som præsident for B&O Railroad. Garrett Company og interessenterne i B&O interests havde stærke bånd til det London-baserede George Peabody & Company, og gennem deres forretningsforbindelse blev Garrett og George Peabody nære venner. Garrett blev stærkt involveret i Peabody Institute.
Garrett giftede sig med Rachel Ann Harrisson (1823-1883) og fik fire børn. Hans datter Mary E. Garrett, en filantrop og forkæmper for kvinders stemmeret, hjalp til med at grundlægge Bryn Mawr School og sørgede for at kvinder fik adgang til Johns Hopkins University School of Medicine. Blandt Garrett familiens boliger i Baltimore var Evergreen House, som senere blev doneret til Johns Hopkins University af en af arvingerne.

## Borgerkrigen
B&O fik en tidlig fornemmelse af den amerikanske borgerkrig under John Browns raid mod den føderale våbenfabrik i Harpers Ferry i 1859. Garrett fik at vide, at oprørerne havde stoppet et tog ved Harpers Ferry og sendt et telegram til krigsministeren. Føderale tropper under ledelse af Robert E. Lee blev sendt af sted med et tog fra B&O for at slå oprøret ned. I Maryland var der en hel del sympati for Sydstaterne, men Garrett støttede Unionen, og under hans ledelse var B&O et vigtigt redskab for den føderale regering, da B&O var hovedjernbanelinien mellem Washington, DC og de nordlige stater.
Garrett huskes især for sin rolle i Slaget ved Monocacy. Jernbanens folk begyndte at rapportere om konfødererede troppebevægelser 11 dage inden slaget, og Garrett sendte deres informationer videre til rette vedkommende i krigsministeriet og til generalmajor Lew Wallace, som havde kommandoen over militærdistriktet med hovedkvarter i Baltimore. Efterhånden som forberedelserne til slaget skred frem, sørgede Garrett for transport af unionstropperne og deres udstyr, og ved to lejligheder blev han kontaktet direkte af præsident Abraham Lincoln om yderligere information. Selv om unionsstyrkerne tabte dette slag (de var kraftigt i undertal), betød det en forsinkelse, som medførte, at der nåede forstærkninger frem til Washington, så angrebet på hovedstaden, Slaget ved Fort Stevens, kunne slås tilbage. Lincoln priste efter slaget Garrett som "Unionsregeringens højre arm med den hjælp han har givet myndighederne til at forhindre, at konfødererede tog Washington og sikre, at byen fortsat kan være hovedstad for de loyale stater".
Garrett var en af præsident Lincolns fortrolige og ledsagede ham ofte på hans besøg på slagmarkerne i Maryland. I 1865 organiserede Garrett begravelsestoget, som førte den myrdede præsident Lincolns lig fra Washington til Springfield, Illinois, en rejse som omfattede stop og processioner i Baltimore, Harrisburg, Philadelphia, New York, Albany, Buffalo, Cleveland, Columbus, Indianapolis og Chicago.

## Efter krigen
Efter krigen købte Garrett tre kanonbåde, som havde været anvendt ved blokaden af de sydlige havne og ombyggede dem til paketbåde, og etablerede den første regulære linjetrafik mellem Baltimore  og Liverpool i Pennsylvania. Han var også involveret i adskillige telegrafselskaber.
Efter den store jernbanestrejke i 1877 var Garrett i 1880 en af initiativtagerne til de B&O ansattes hjælpekasse. B&O leverede startkapitalen og påtog sig alle administrative omkostninger. Arbejderne var dækket ved sygdom, arbejdsulykker og død. I 1884 var det Garrett, som sørgede for at få skaffet de nødvendige lån, så B&O kunne forlænge sin hovedlinje til Philadelphia og via Philadelphia and Reading Railroad nå New York.
Garrett, som var bestyrelsesmedlem i Peabody Institute, bad dets grundlægger, George Peabody, om at overtale Johns Hopkins om at donere det beløb, som ville muliggøre Johns Hopkins University and Medical Institutions. Garrett blev en af universitetets mest aktive bestyrelsesmedlemmer.

## Eksterne links
- "John W. Garrett collection, 1850-1880". Archives Center, National Museum of American History, Smithsonian Institution. Arkiveret fra originalen 11. juni 2007. Hentet 7. juli 2008.